# Stephanie Rhodes-Bosch
Stephanie "Steph" Rhodes-Bosch (nascida em 17 de julho de 1988) é uma cavaleira de concursos completos de equitação canadiana. Ela fez parte da equipa canadiana que ganhou a medalha de prata em eventos de equitação nos Jogos Equestres Mundiais de 2010. No mesmo evento, ela ficou em 9º lugar individualmente com o Port Authority, um cavalo com o qual ela já ganhou um bronze individual no Campeonato Norte Americano de Jovens Cavaleiros de 2008.